# Caisse nationale d'assurance vieillesse des professions libérales
 (juillet 2024).
La Caisse nationale d'assurance vieillesse des professions libérales (CNAVPL) est un organisme de sécurité sociale français de droit privé chargé d’une mission de service public. Elle fait partie de l’Organisation autonome d’assurance vieillesse des professions libérales, créée en 1948, qui comprend également dix sections professionnelles.
La CNAVPL a pour rôle d’assurer la gestion du régime d’assurance vieillesse de base des professionnels libéraux et la gestion des réserves de ce régime. Les dix sections professionnelles assurent, pour son compte, le recouvrement des cotisations et le paiement des pensions du régime d’assurance vieillesse de base, et gèrent un ou plusieurs autres régimes complémentaires de retraite et d’invalidité-décès. Elle comprend près d’un million d’affiliés. Elle regroupe la grande majorité des professions libérales, quelques autres professions libérales disposant de caisses spécifiques. Organisme de Sécurité sociale, elle est soumise à la tutelle administrative du ministère chargé de la sécurité sociale.

## Présentation
Au 30 juin 2023, l’Organisation autonome d’assurance vieillesse des professions libérales regroupait, 879 705 cotisants, 425  632 retraités et 53 073 conjoints survivants bénéficiant d'une pension de réversion (tous affiliés confondus, micro-entrepreneurs compris)[source secondaire nécessaire]. La CNAVPL est administrée par les présidents des 10 caisses de retraite professionnelles (dénommées « sections professionnelles), élus par leurs pairs, et de 6 représentants des organisations syndicales interprofessionnelles des professions libérales. Le président de la CNAVPL est élu pour un mandat de deux ans, reconductible deux fois. La CNAVPL est membre du Groupement d’intérêt public Union-Retraite (GIP UR).
La Caisse nationale des barreaux français (CNBF), l’organisme de retraite des avocats, est indépendante de l’Organisation autonome d’assurance vieillesse des professions libérales. Elle ne constitue pas une section professionnelle de la CNAVPL.
La Caisse nationale d’assurance vieillesse des professions libérales fédère les dix caisses de retraite des professions libérales suivantes :
- Caisse autonome de retraite des chirurgiens-dentistes et des sages-femmes (CARCDSF),
- Caisse autonome de retraite des médecins de France (CARMF),
- Caisse autonome de retraite et de prévoyance des infirmiers, masseurs kinésithérapeutes, pédicures-podologues, orthophonistes et orthoptistes (CARPIMKO),
- Caisse autonome de retraites et de prévoyance des vétérinaires (CARPV),
- Caisse d'allocation vieillesse des agents généraux et des mandataires non salariés de l'assurance et de la capitalisation (CAVAMAC),
- Caisse d'assurance vieillesse des experts-comptables et des commissaires aux comptes (CAVEC),
- Caisse d’assurance vieillesse des officiers ministériels, des officiers publics et des compagnies judiciaires (CAVOM),
- Caisse d'assurance vieillesse des pharmaciens (CAVP),
- Caisse interprofessionnelle de prévoyance et d'assurance vieillesse des professions libérales (CIPAV). La CIPAV comprend notamment les architectes, agréés en architecture, ingénieurs, techniciens, géomètres, experts, conseils, consultants, etc.,
- Caisse de prévoyance et de retraite des notaires (CPRN).

## Historique
Lors de la création de l’Organisation (loi n° 48-101 du 17 janvier 1948), les sections professionnelles étaient au nombre de 14. Leur nombre a ensuite varié, à la suite de la création, de la fusion ou de la dissolution de plusieurs sections. Ainsi, par exemple, en 1954, la section des avocats est dissoute et la Caisse nationale des barreaux français (CNBF) est créée en dehors de l’Organisation autonome l’assurance vieillesse des professions libérales.
Plus récemment, la section des géomètres-experts (CARGE) et celle de l’enseignement, des arts appliqués et du sport (CREA) ont été, respectivement en 2000 et 2004, intégrées à la CIPAV, à l'exception des artistes-auteurs ayant cotisé à la CREA qui ont intégré en 2004 l’Institution de Retraite Complémentaire de l’Enseignement et de la Création (IRCEC), devenue Caisse nationale de la retraite complémentaire des artistes-auteurs en 2014.
Enfin, le 1er janvier 2009, la section des chirurgiens-dentistes (CARCD) et celle des sages-femmes (CARSAF) ont fusionné pour donner naissance à la CARCDSF.

## Missions principales de la CNAVPL
La CNAVPL :
- assure la gestion du régime d’assurance vieillesse de base des professionnels libéraux et la gestion des réserves du régime,
- exerce une action sociale et assure la cohérence de l'action sociale des sections professionnelles,
- coordonne et assure la cohésion de l’Organisation autonome d’assurance vieillesse des professions libérales, donne son avis aux administrations intéressées au nom de l'Organisation autonome d'assurance vieillesse des professions libérales et la représente auprès des pouvoirs publics, des autres organisations de protection sociale ainsi qu'auprès des organismes représentatifs,
- crée tout service d'intérêt commun à l'ensemble des sections professionnelles ou à certaines d'entre elles,
- assure la cohérence et la coordination des systèmes d'information des sections professionnelles.

## Missions des Sections professionnelles
Les dix sections professionnelles sont représentées par leurs présidents au conseil d'administration de la CNAVPL. Elles sont dotées de la personnalité juridique et de l'autonomie financière. Elles doivent accomplir, pour le compte de la Caisse nationale, l’appel et le recouvrement des cotisations, la liquidation et le service des prestations du régime d’assurance vieillesse de base des professions libérales, ainsi que les opérations nécessaires à l’exercice de leurs missions. Elles doivent transférer le produit de ces cotisations à la CNAVPL qui leur reverse le montant des sommes nécessaires au service des prestations, à la gestion administrative et à l’action sociale. Chaque section professionnelle doit gérer de plus un ou plusieurs régimes complémentaires ou supplémentaires obligatoires ayant pour objet le service de pensions de vieillesse complémentaires ou la couverture des risques invalidité et décès.

## Participation au GIP Union-Retraite
La CNAVPL participe aux travaux du Groupement d’intérêt public Union-Retraite (GIP UR), en l’occurrence à son Assemblée générale, son Conseil d’administration, son Comité de coordination stratégique ainsi qu’à différents groupes techniques. Parmi les projets les plus importants du GIP Union-Retraite figurent le portail commun inter-régimes (PCI) www.info-retraite.fr destiné à informer et accompagner les usagers ou à effectuer de démarches personnalisées sur l’ensemble des retraites, sans se substituer aux portails des régimes. 
Via le PCI et certains portails des régimes, les assurés ont notamment accès aux services inter-régimes et démarches personnalisées suivantes :  
- Ma carrière, Corriger ma carrière, Déclarer mes enfants, Mon estimation retraite (M@rel), Mon épargne retraite, Demander ma retraite, Demander ma réversion, Mes paiements retraite, Ma retraite à l’étranger ;
- Le droit à l’information (DAI) sous forme d’une campagne annuelle d’envoi, tous les cinq ans, d’un courrier ou courriel d’information sur la retraite : un relevé de carrière pour les assurés de 35, 40, 45 et 50 ans, accompagné d’une estimation retraite pour ceux de 55, 60 et 65 ans. Une campagne de courrier relative aux droits non réclamés est envoyée aux assurés de 70 ans (voire plus). Ces documents peuvent aussi être produits à la demande via les sites Internet des régimes ou via le PCI ou via contact avec un conseiller retraite.

## Gouvernance
La CNAVPL est administrée par un conseil d’administration composé de 16 membres titulaires: les présidents des dix sections professionnelles et six représentants des organisations syndicales interprofessionnelles issues des professions libérales au niveau national. Tous sont professionnels libéraux. Chaque président de section désigne son suppléant. Toutes les années impaires, le conseil d'administration choisit, parmi ses membres titulaires, ceux qui sont appelés à siéger au Bureau.
Le Bureau comprend :
- un président ;
- deux vice-présidents ;
- un secrétaire général ;
- un trésorier.

Le président de la CNAVPL est élu pour un mandat de 2 ans, reconductible 2 fois, soit une durée maximale de 6 ans correspondant à 3 mandats. Le conseil d’administration de la Cnavpl se réunit au minimum 4 fois par an.

## Publications
- CNAVPL, Guide de l'Assurance vieillesse des professions libérales (lire en ligne)

- Recueil statistique de l'assurance vieillesse des professions libérales

- Plaquette de la CNAVPL : CNAVPL, Présentation de la CNAVPL (lire en ligne)